# All Up 2 You
All Up 2 You è una canzone del gruppo latinoamericano Aventura, cantata assieme all'artista statunitense Akon e al duo portoricano Wisin & Yandel. Il singolo è stato pubblicato come secondo brano estratto dal loro ultimo album The Last del 2009. Nel brano Anthony Santos fa uso dell'Auto-Tune.

## Classifiche
| Classifiche (2009)                  | Posizione più alta |
| ----------------------------------- | ------------------ |
| U.S. Billboard Hot Latin Tracks     | 4                  |
| U.S. Billboard Latin Rhythm Songs   | 1                  |
| U.S. Billboard Latin Tropical Songs | 2                  |
| U.S. Billboard Latin Pop Songs      | 14                 |